# Carta de los Derechos de la Familia
La Carta de los Derechos de la Familia responde a un voto formulado por el Sínodo de los obispos reunidos en Roma en 1980, para estudiar el tema "El papel de la familia cristiana en el mundo contemporáneo". El papa Juan Pablo II, en la Exhortación Apostólica Familiaris consortio instó a la Santa Sede para que preparara una Carta de los Derechos de la Familia destinada a ser presentada a los gobiernos, organismos y autoridades interesadas que se publicó en 22 de octubre de 1983.